# دولنا ورنیتسا
دولنا ورنیتسا (به بلغاری: Dolna Verenitsa) یک منطقهٔ مسکونی در بلغارستان است که در شهرستان مونتانا واقع شده‌است.